# Vereinigte Königs- und Laurahütte
Die Vereinigte Königs- und Laurahütte war eine 1871 gegründete Aktiengesellschaft für Bergbau und Hüttenbetrieb. Ihr Firmensitz war Berlin, das Hauptbetätigungsfeld Oberschlesien. Das Unternehmen gehörte zu den größten deutschen Unternehmen während des deutschen Kaiserreichs. Es war ein Zusammenschluss wesentlich älterer Unternehmungen. Darunter waren die Königshütte (1797) und Laurahütte (1838).

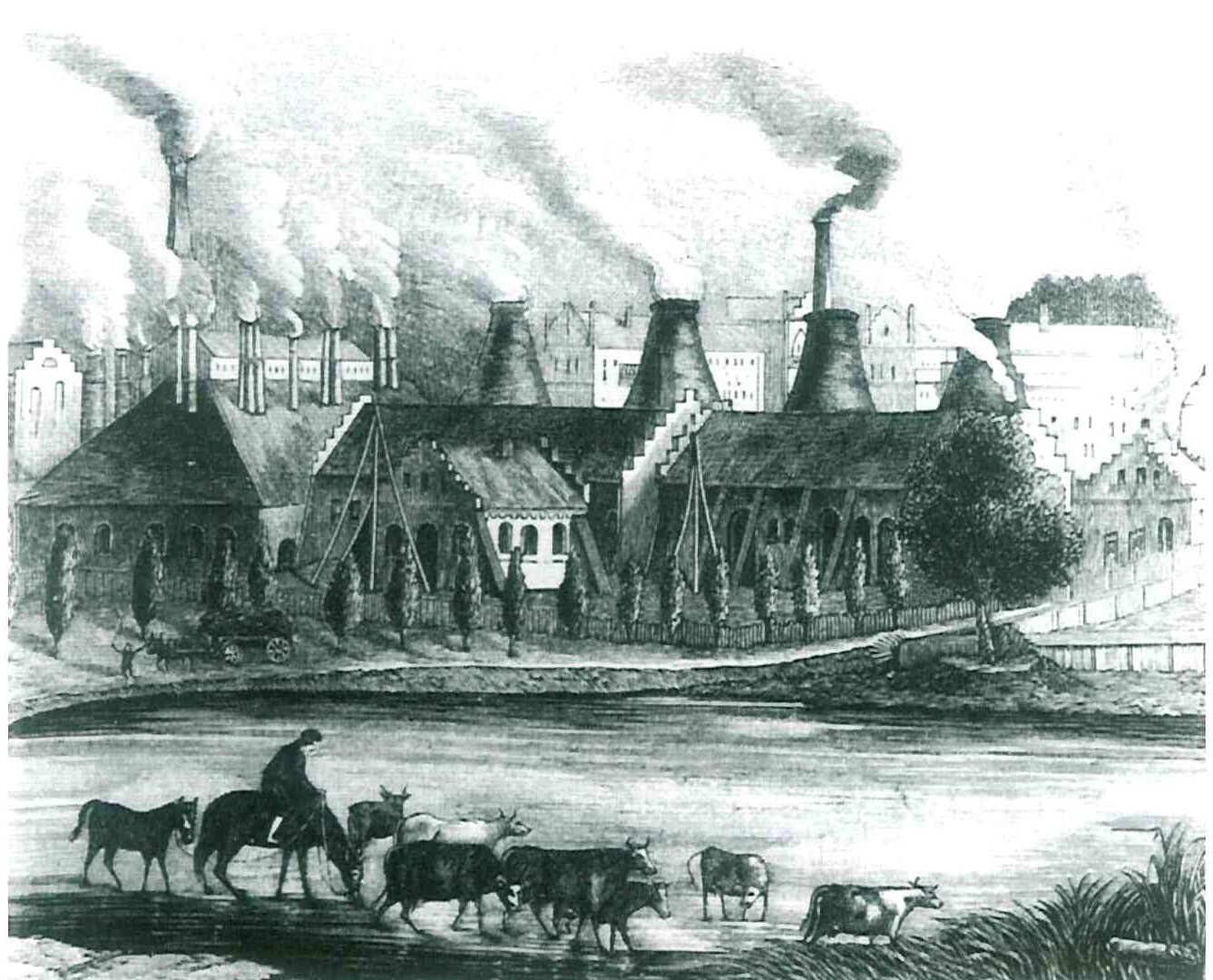
Laurahütte um 1840

## Ursprungsunternehmen

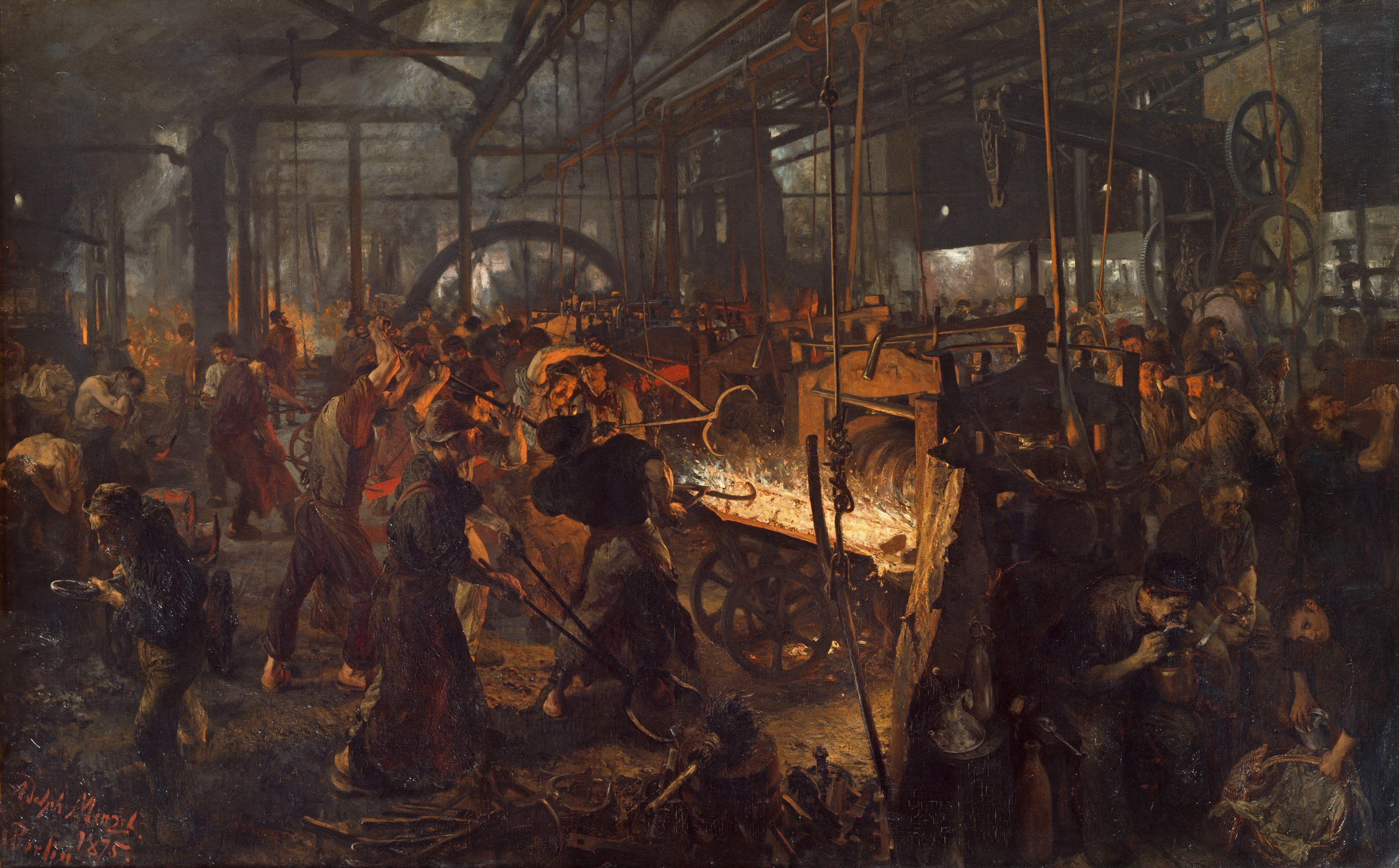
Eisenwalzwerk von Adolph von Menzel, teilweise beruhend auf Studien in Königshütte

Die Königshütte geht auf das Jahr 1797 zurück und war anfangs in Staatsbesitz. Dort entstand eines der ersten mit Dampfkraft betriebenen Hüttenwerke auf dem europäischen Kontinent. Ein 1802 angeblasener Hochofen war damals der größte Europas. In den 1850er-Jahren wurde das Unternehmen weiter ausgebaut.
Die Laurahütte war ein in den 1830er-Jahren von dem Magnaten Hugo Henckel von Donnersmarck angelegtes Hüttenwerk in der Nähe von Beuthen. Dort entstand 1838 ein erstes integriertes Eisenwerk in Oberschlesien. Dieses war zu seiner Zeit einer der größten Eisenhüttenbetriebe. Dessen Nachfrage förderte den Steinkohlebergbau in der Region in starkem Maße.
Die Königshütte war Namensgeberin der gleichnamigen Stadt (heute Chorzów) und die Laurahütte gab dem gleichnamigen Ort (poln. Huta Laura, heute Teil von Siemianowice Śląskie, deutsch Siemianowitz-Laurahütte) ihren Namen.

## Vereinigtes Unternehmen
Im Jahr 1864 wurde Karl Richter, der zuvor Direktor der Königshütte gewesen war, von Graf Hugo Henckel von Donnersmarck zum Leiter der Laurahütte gemacht. Richter führte die Hütte erfolgreich durch die folgenden Krisenjahre. Auf den Rat Richters hin kaufte 1869 Hugo Henckel von Donnersmarck auch die damals technisch veraltete Königshütte. Richter wurde Direktor der Königshütte und sanierte sie erfolgreich. Er war es auch, der dem Grafen die Vereinigung beider Unternehmen und die Schaffung einer Aktiengesellschaft vorschlug.
Im Jahr 1871 brachte Henckel von Donnersmark beide Unternehmen in die neue „Vereinigte Königs- und Laurahütte Aktiengesellschaft für Bergbau und Hüttenbetrieb“ ein. Richter war von 1871 bis 1893 Generaldirektor.
In dieser Zeit gelang es, das Unternehmen zu einem der bedeutendsten montanindustriellen Konzerne in Deutschland zu machen. Die Aktien der Vereinigten Königs- und Laurahütte gehörten zu den sichersten deutschen Anlagepapieren und die Bilanzen des Unternehmens waren ein wichtiger Gradmesser für die wirtschaftliche Entwicklung in Deutschland überhaupt.
Für das weltberühmte, 1875 fertiggestellte Gemälde „Eisenwalzwerk“ unternahm Adolph von Menzel 1872 eine Studienreise (mehrwöchiger Aufenthalt, Ergebnis: hunderte Skizzen) nach Königshütte.

## Unternehmensstruktur
Zu dem Besitz gehörten unter anderem die Königshütte, die Laurahütte, mehrere Kohle- und Erzbergwerke beziehungsweise -gruben. In der Folge expandierte das Unternehmen durch Zukauf kräftig. Das Hüttenwerk Königshütte umfasste sieben Hochöfen, dazu ein Puddelwerk, Eisen- und Stahlgießerei, Bessemerbirne, Werke für Martin- und Thomasstahl sowie Walzwerke. Deren Produkte wurden im Unternehmen zu Bandagen, Rädern oder Weichen weiterverarbeitet. Hinzu kam die Laurahütte mit vier Hochöfen und weiteren angegliederten Werksteilen, die Eintrachtshütte, die Katharinenhütte ebenfalls jeweils mit weiterverarbeitenden Betriebsteilen. In Russland hatte das Unternehmen weitere Hüttenbetriebe gepachtet. Außerdem besaß das Unternehmen noch vier Rittergüter.

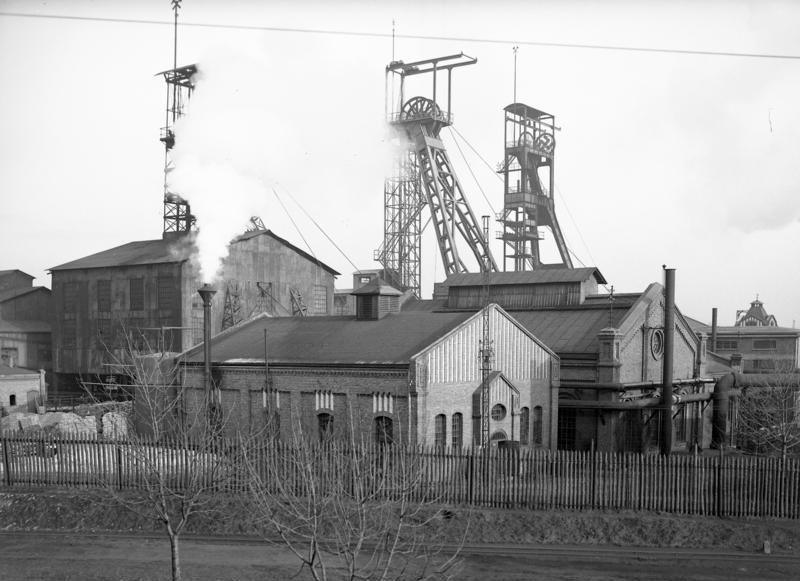
Kohleförderung Laurahütte

Allein die Steinkohleförderung betrug 1904 2,4 Millionen Tonnen. Im In- und Ausland förderte es 79.000 Tonnen Erz. In den Hüttenbetrieben wurden 1903/04 220.841 Tonnen Roheisen produziert. Hinzu kamen 14,852 Tonnen Gusswaren, 208.000 Tonnen Walzeisen und weitere Produkte. Die Bruttobareinnahmen lagen bei 52,66 Millionen Mark, der Bruttogewinn bei 7.070.514 Mark. Die durchschnittliche Dividende lag von 1871 bis 1904 bei 8,1 %.
Insgesamt arbeiteten 1904 im Unternehmen etwa 21.000 Beschäftigte.

## Nach dem Ersten Weltkrieg

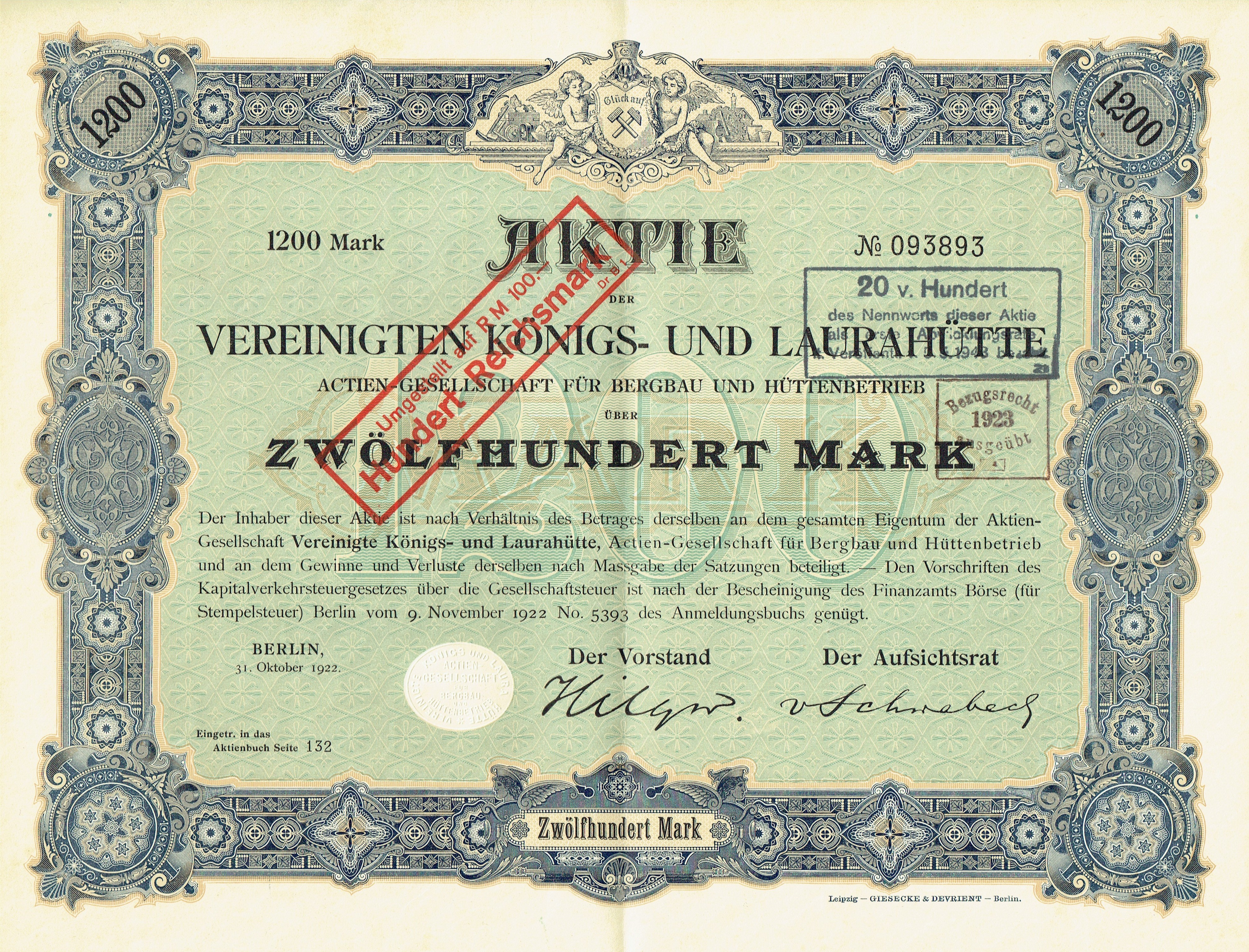
Aktie der Vereinigten Königs- und Laurahütte AG vom 31. Oktober 1922

Nach dem verlorenen Ersten Weltkrieg lagen trotz deutlicher deutscher Abstimmungsmehrheit die meisten Unternehmensteile in Polen. Dort wurden sie seit 1925/26 von der Górnośląskie Zjednoczone Huty Królewska i Laura S.A. als Aktiengesellschaft nach polnischem Recht weitergeführt. Der deutschen Aktiengesellschaft verblieben noch einige Bergwerke und Bergbaurechte. Die Gesellschaft wurde 1936 liquidiert. An den polnischen Besitzungen zeigte Friedrich Flick bereits in den 1920er-Jahren Interesse und erwarb dort beträchtliche Anteile.
Auf dem Gelände der Laurahütte wurde 1944 eine Außenstelle des Konzentrationslagers Auschwitz errichtet. Bereits seit 1941 hatte dort ein Zwangsarbeitslager bestanden.

## Nach dem Zweiten Weltkrieg
Nach dem Zweiten Weltkrieg wurden sämtliche deutsche Unternehmen entschädigungslos durch den polnischen Staat enteignet (Bierut-Dekrete). Die enteigneten Betriebe wurden in polnisches Staatseigentum überführt und nach sowjetischem Muster in Industriekombinate gegliedert. Die schwerindustrielle Tradition in Siemianowice Śląskie und Chorzów wurde unter den Voraussetzungen der kommunistischen Planwirtschaft bis 1990 fortgesetzt.